# Nipponites
La nipponite (gen. Nipponites) è un mollusco cefalopode estinto appartenente alle ammoniti. Visse nel Cretaceo superiore (circa 70 milioni di anni fa); i suoi resti sono stati ritrovati in Giappone e negli Stati Uniti.

## Descrizione
La forma della conchiglia di questa ammonite era decisamente bizzarra: a prima vista, le spire svolte si intersecavano disordinatamente formando un groviglio altamente irregolare. A un esame più attento, però, si riconosce un disegno preciso di elementi che continuano a ripetersi: in sostanza, la conchiglia era costituita da un reticolo tridimensionale a forma di U. Sulla conchiglia era presente una complessa sutura, ma le coste erano semplici. Una delle specie più note è Nipponites mirabilis del Giappone, dal diametro di circa 6 centimetri.

## Stile di vita
Come molte altre ammoniti svolte, si pensa che la nipponite fosse un animale dallo stile di vita planctonico: probabilmente si faceva trasportare dalle correnti e si muoveva verticalmente seguendo le acque calde del Cretaceo superiore. Si nutriva di piccoli organismi catturati mediante i tentacoli che sporgevano dalla conchiglia.

## Classificazione
La nipponite rappresenta una delle forme più estreme nella storia evolutiva delle ammoniti, e non a caso è apparsa nella documentazione fossile soltanto nel corso del Cretaceo superiore. Probabilmente si è sviluppata da forme avvolte a spirale ad elica come Bostrychoceras e Turrilites. Altre ammoniti dell'epoca, come Baculites, presentavano una conchiglia completamente svolta, di forma conica.